# باشگاه فوتبال ورنمو
آی‌اف‌کی ورنمو یک باشگاه فوتبال سوئدی واقع در ورنمو است. این باشگاه در لیگ برتر فوتبال سوئد، بالاترین سطح فوتبال این کشور، بازی می کند. مشهورترین بازیکن تاریخ این باشگاه یوناس ترن است که کاپیتان تیم ملی فوتبال سوئد در جام جهانی فوتبال ۱۹۹۴ بود.

## افتخارات
- لیگ دسته دوم فوتبال سوئد (سطح سوم فوتبال سوئد)
  - قهرمان (۲): ۲۰۱۰ ، ۲۰۲۰
- لیگ دسته اول فوتبال سوئد (سطح دوم فوتبال سوئد ):
  - قهرمان (۱): ۲۰۲۱